# Brigi Rafini
Brigi Rafini (* 7. dubna 1953 Iférouane) je nigerský politik tuarežské národnosti.

## Život
Pochází z regionu Agadez. Vystudoval École nationale d'administration et de magistrature v Niamey a Institut international d'administration publique v Paříži. Byl členem Národního hnutí pro rozvoj společnosti, působil na prefektuře ve městě Diffa a v roce 1988 se stal ministrem zemědělství. Byl také místopředsedou nigerského parlamentu a starostou v Iférouane. Získal pověst spolehlivého technokrata a zdatného vyjednavače, jehož kariéru nezastavily ani časté vojenské převraty. Po volebním vítězství Nigerské strany pro demokracii a socialismus v roce 2011 ho prezident Mahamadou Issoufou pověřil sestavením vlády. Tento krok byl vnímán jako snaha nového režimu získat podporu odbojných Tuaregů. Rafini funkci premiéra zastával do roku 2021, kdy byl prezidentem zvolen Mohamed Bazoum. Poté byl jmenován výkonným tajemníkem Společenství sahelsko-saharských států.